# Harpacticus meridionalis
Harpacticus meridionalis is een eenoogkreeftjessoort uit de familie van de Harpacticidae. De wetenschappelijke naam van de soort werd in 1927 voor het eerst geldig gepubliceerd door Georg Ossian Sars.